# عواء جزيرة كويبا
عواء جزيرة كويبا (الاسم العلمي: Alouatta coibensis) هو نوع من الحيوانات يتبع جنس سعدان العواء من فصيلة السعادين عنكبوتية.